# تسینگر (دهانه)
تسینگر یک دهانه برخوردی در ماه‌ است.

## دهانه‌های اقماری
این دهانه ۲ دهانه اقماری دارد.
| Tsinger | عرض جغرافیایی | طول جغرافیایی | قطر          |
| ------- | ------------- | ------------- | ------------ |
| Y       | ۵۸.۱° N       | ۱۷۵.۱° E      | ۳۱.۰ کیلومتر |
| W       | ۵۸.۱° N       | ۱۷۳.۸° E      | ۵۳.۰ کیلومتر |